# Erik Reitz
Pour les articles homonymes, voir Reitz.
Erik Reitz (né le 29 juillet 1982 à Détroit dans l'État du Michigan aux États-Unis) est un joueur professionnel américain de hockey sur glace. Il évoluait au poste de défenseur.

## Biographie
Issu des Colts de Barrie dans la Ligue de hockey de l'Ontario, il est sélectionné par le Wild du Minnesota au 170e rang lors du repêchage d'entrée dans la LNH 2000. Il a représenté les États-Unis à l'occasion du championnat du monde junior de 2002. En 2002, il gagne le trophée Max-Kaminsky remis au meilleur défenseur de la LHO.
Il devient professionnel en 2002-2003 avec les Aeros de Houston, équipe affiliée au Wild dans la Ligue américaine de hockey. Il remporte cette année-là la coupe Calder après que son équipe a vaincu les Bulldogs de Hamilton en finale des séries éliminatoires. Il fait ses débuts dans la LNH avec le Wild lors de la saison 2005-2006, en jouant cinq parties au cours de cette saison.
Il gagne une place avec le Wild en 2008-2009 et joue 31 parties avant d'être échangé en cours de saison aux Rangers de New York contre l'attaquant Dan Fritsche. Après 11 parties avec New York, il est réclamé au ballotage en mars 2009 par les Maple Leafs de Toronto, mais ne joue jamais pour les Maple Leafs après avoir subi une blessure à la cheville.
Il joue la saison 2009-2010 avec l'équipe russe du Sibir Novossibirsk dans la KHL. L'année suivante, il s'engage avec l'EC Red Bull Salzbourg en Autriche, mais ne joue pas un match avec l'équipe lors de la saison 2010-2011 et ne fait ses débuts avec cette équipe que lors de la saison suivante. Après 19 parties pour une aide, il est libéré de l'équipe en janvier 2012.

## Statistiques

### En club
| Saison     | Équipe                | Ligue      |    | Saison régulière | Saison régulière | Saison régulière | Saison régulière | Saison régulière |   | Séries éliminatoires | Séries éliminatoires | Séries éliminatoires | Séries éliminatoires | Séries éliminatoires |
| Saison     | Équipe                | Ligue      | PJ | B                | A                | Pts              | Pun              | PJ               | B | A                    | Pts                  | Pun                  |                      |                      |
| 1999-2000  | Colts de Barrie       | LHO        | 63 | 2                | 10               | 12               | 85               | 25               | 0 | 5                    | 5                    | 44                   |                      |                      |
| 2000-2001  | Colts de Barrie       | LHO        | 68 | 5                | 21               | 26               | 178              | 5                | 1 | 0                    | 1                    | 21                   |                      |                      |
| 2001-2002  | Colts de Barrie       | LHO        | 61 | 13               | 27               | 40               | 153              | 20               | 4 | 16                   | 20                   | 40                   |                      |                      |
| 2002-2003  | Aeros de Houston      | LAH        | 62 | 6                | 13               | 19               | 112              | 11               | 0 | 3                    | 3                    | 31                   |                      |                      |
| 2003-2004  | Aeros de Houston      | LAH        | 69 | 5                | 19               | 24               | 148              | 2                | 0 | 0                    | 0                    | 0                    |                      |                      |
| 2004-2005  | Aeros de Houston      | LAH        | 38 | 2                | 12               | 14               | 91               | -                | - | -                    | -                    | -                    |                      |                      |
| 2005-2006  | Aeros de Houston      | LAH        | 72 | 5                | 23               | 28               | 139              | 8                | 0 | 5                    | 5                    | 20                   |                      |                      |
| 2005-2006  | Wild du Minnesota     | LNH        | 5  | 0                | 0                | 0                | 4                | -                | - | -                    | -                    | -                    |                      |                      |
| 2006-2007  | Aeros de Houston      | LAH        | 73 | 9                | 25               | 34               | 132              | -                | - | -                    | -                    | -                    |                      |                      |
| 2006-2007  | Wild du Minnesota     | LNH        | 1  | 0                | 0                | 0                | 0                | -                | - | -                    | -                    | -                    |                      |                      |
| 2007-2008  | Aeros de Houston      | LAH        | 49 | 8                | 26               | 34               | 99               | 3                | 0 | 0                    | 0                    | 2                    |                      |                      |
| 2007-2008  | Wild du Minnesota     | LNH        | -  | -                | -                | -                | -                | 2                | 0 | 0                    | 0                    | 0                    |                      |                      |
| 2008-2009  | Wild du Minnesota     | LNH        | 31 | 1                | 1                | 2                | 41               | -                | - | -                    | -                    | -                    |                      |                      |
| 2008-2009  | Rangers de New York   | LNH        | 11 | 0                | 0                | 0                | 24               | -                | - | -                    | -                    | -                    |                      |                      |
| 2009-2010  | Sibir Novossibirsk    | KHL        | 38 | 1                | 6                | 7                | 146              | -                | - | -                    | -                    | -                    |                      |                      |
| 2011-2012  | EC Red Bull Salzbourg | EBEL       | 19 | 0                | 1                | 1                | 49               | -                | - | -                    | -                    | -                    |                      |                      |
| Totaux LNH | Totaux LNH            | Totaux LNH | 48 | 1                | 1                | 2                | 69               | 2                | 0 | 0                    | 0                    | 0                    |                      |                      |

### En équipe nationale
| Année | Compétition                 |   | PJ | B | A | Pts | Pun      |  | Résultat |
| 2002  | Championnat du monde junior | 7 | 1  | 0 | 1 | 12  | 5e place |  |          |

## Trophées et honneurs personnels
- 1999-2000 :
  - champion de la coupe J.-Ross-Robertson avec les Colts de Barrie ;
  - nommé dans l'équipe d'étoiles du tournoi de la Coupe Memorial.
- 2001-2002 : 
  - remporte le trophée Max-Kaminsky du meilleur défenseur de la LHO ;
  - nommé dans la première équipe d'étoiles de la LHO.
- 2002-2003 : champion de la Coupe Calder avec les Aeros de Houston.
- 2007-2008 : participe au Match des étoiles de la LAH.